# Warren Brown
Warren Brown es un actor inglés, más conocido por haber interpretado a Andy Holt en la serie Hollyoaks, a Justin Ripley en la serie Luther y a Neil Mackay en la serie X Company.

## Carrera
El 8 de agosto de 2005 se unió al elenco principal de la serie Hollyoaks donde interpretó a Andy Holt, hasta el 13 de febrero de 2006 luego de que su personaje muriera al intentar escapar de la policía, quien lo buscaba por sus crímenes.
En el 2007 se unió al elenco de la serie Grownups donde interpretó a Alex Salade, el barman de "Bar Salade" hasta el final de la serie en el 2009.
En el 2008 apareció como invitado ne la serie médica Casualty donde interpretó a Chris Ryder durante el episodio "The Line of Fire", anteriormente había aparecido por primera vez en la serie en el 2007 donde dio vida a Chris Ryder en el episodio "Life's Too Short". 
En el 2009 se unió al elenco del drama de tres partes Occupation donde interpretó al soldado Lee Hibbs.
En el 2010 apareció en la serie Single Father donde interpretó a Matt, el novio de Sarah (Suranne Jones).
Ese mismo año se unió al elenco de la serie Luther donde interpretó al detective sargento Justin Ripley, hasta el 2013 después de que su personaje fuera asesinado de un disparo por el asesino Tom Marwood (Elliot Cowan).
En el 2012 obtuvo un pequeño papel en la película The Dark Knight Rises protagonizada por los actores Christian Bale, Anne Hathaway, Tom Hardy y Marion Cotillard.
Ese mismo año se unió al elenco principal de la miniserie Inside Men donde interpretó a Marcus, un hombre que trabaja moviendo los carros de dinero en efectivo en un banco en Bristol, el cual es atacado y robado. Y en la serie Good Cop donde dio vida al oficial de la policía John Paul Rocksavage.
En el 2013 se unió al elenco principal de la serie By Any Means, donde interpretó a Jack Quinn, un expolicía y el líder del equipo.
En el 2015 se unió al elenco principal de la nueva serie X Company, donde interpretó al agente Neil Mackay, un miembro de la resistencia, hasta el final de la serie en el 2017.
El 8 de diciembre de 2016 se anunció que Warren se había unido al elenco de la nueva versión de la serie Strike Back, en la serie dará vida a Daniel "Mac" Macallister, un hombre afable y físicamente capaz que se ve impulsado a vengar al equipo que ha perdido.

## Filmografía

### Series de televisión
| Año               | Título                                    | Personaje               | Notas                                                    |
| ----------------- | ----------------------------------------- | ----------------------- | -------------------------------------------------------- |
| 2020              | Doctor Who                                | Jake Willis             | episodio "Praxeus"                                       |
| 2017 - presente   | Liar                                      | Tom                     | -                                                        |
| 2017 - presente   | Strike Back: Retribution                  | Sgt. Daniel Macallister | 10 episodios                                             |
| 2015 - 2017       | X Company                                 | Neil Mackay             | 28 episodios                                             |
| 2010 - 2013, 2015 | Luther                                    | Det. Sgt. Justin Ripley | 16 episodios                                             |
| 2013              | By Any Means                              | Jack Quinn              | 6 episodios                                              |
| 2013              | Agatha Christie's Marple                  | Jackson                 | episodio "A Caribbean Mystery"                           |
| 2012              | Homefront                                 | Joe Mancetta            | 6 episodios - miniserie                                  |
| 2012              | Good Cop                                  | John Paul Rocksavage    | 4 episodios                                              |
| 2012              | Inside Men                                | Marcus                  | 4 episodios - miniserie                                  |
| 2011              | Walk Like a Panther                       | Ricky Rickson           | episodio # 1.1                                           |
| 2011              | Moving On                                 | Frank                   | episodio "Donor"                                         |
| 2010              | Accused                                   | David Wade              | episodio "Alison's Story"                                |
| 2010              | Single Father                             | Matt                    | 4 episodios                                              |
| 2009              | Criminal Justice                          | PO. Paul Gibby          | 3 episodios - miniserie                                  |
| 2009              | Occupation                                | Cpl. Lee Hibbs          | 3 episodios                                              |
| 2009              | Two Pints of Lager and a Packet of Crisps | Alex                    | episodio "Comic Relief Special: When Janet Met Michelle" |
| 2007 - 2009       | Grownups                                  | Alex Salade             | 12 episodios                                             |
| 2008              | The Bill                                  | Jake Clegg              | 2 episodios                                              |
| 2008              | Casualty                                  | John Fullman            | episodio "The Line of Fire"                              |
| 2008              | Dead Set                                  | Marky                   | 5 episodios - miniserie                                  |
| 2008              | Spooks: Code 9                            | Luke Blackwell          | episodio # 1.4                                           |
| 2008              | Coming Up                                 | Campbell                | episodio "And Kill Them"                                 |
| 2007              | Mobile                                    | Tommo                   | 2 episodios - miniserie                                  |
| 2006              | Jane Hall                                 | Oficial de Policía      | 2 episodios                                              |
| 2005 - 2006       | Hollyoaks                                 | Andy Holt               | -                                                        |
| 2005              | Hollyoaks: No Going Back                  | Andy Holt               | -                                                        |
| 2004 - 2005       | Shameless                                 | Donny Maguire           | 2 episodios                                              |

### Películas
| Año  | Título                | Personaje          | Notas |
| ---- | --------------------- | ------------------ | --- |
| 2016 | Genesis               | Ainsley            | junto a Olivia Grant, John Hannah, Samuel Anderson, Ed Stoppard, William Snape, Paul Nicholls y Nicholas Aaron  |
| 2015 | Captain Webb          | Capt. Matthew Webb | junto a Alex Britton, Tom Cheshire, Jonathan Christie, William Donaldson, Jack Fishburn y Charlotte Gallagher   |
| 2012 | Byzantium             | Gareth             | junto a Saoirse Ronan, Gemma Arterton, Thure Lindhardt, Jonny L. Miller, Maria Doyle Kennedy y Sam Riley        |
| 2012 | The Dark Knight Rises | Mercenario         | junto a Christian Bale, Michael Caine, Gary Oldman, Anne Hathaway, Tom Hardy, Marion Cotillard y Morgan Freeman |

### Apariciones
| Año  | Título                  | Notas                                  |
| ---- | ----------------------- | -------------------------------------- |
| 2013 | The Crime Thriller Club | documental - episodio # 1.5            |
| 2011 | The Wright Stuff        | episodio # 15.123 - panelista invitado |
| 2006 | Sex, Lies & Soaps       | documental - episodio "Bad Behaviour"  |

## Premios y nominaciones
| Año  | Categoría                                                                          | Premio                   | Serie     | Resultado |
| ---- | ---------------------------------------------------------------------------------- | ------------------------ | --------- | --------- |
| 2014 | Best Supporting Actor in a Movie/Miniseries                                        | Critics' Choice TV Award | Luther    | Nominado  |
| 2013 | Best Supporting Actor                                                              | Dagger Award             | Luther    | Nominado  |
| 2006 | Villain of the Year                                                                | British Soap Award       | Hollyoaks | Nominado  |
| 2006 | Spectacular Scene of the Year (junto a Louis Tamone, Stuart Manning & Craig Lines) | British Soap Award       | Hollyoaks | Nominados |
| 2006 | Best Exit                                                                          | British Soap Award       | Hollyoaks | Nominado  |

## Deporte
Warren es un exboxeador profesional de boxeo tailandés. En mayo de 1999, una semana después de cumplir 21 años, Warren venció al campeón defensor Carlo Barbuto en Turín (Italia) para llevarse el título "WAKO Pro World Tittle".
Después de entrenar, enseñar y competir profesionalmente durante casi diez años, Warren decidió retirarse del boxeo tailandés para comenzar una carrera en actuación.